# Epicyme rubropunctaria
Epicyme rubropunctaria är en fjärilsart som först beskrevs av Doubleday in White och Doubleday 1843.  Epicyme rubropunctaria ingår i släktet Epicyme och familjen mätare. Inga underarter finns listade i Catalogue of Life.

## Bildgalleri

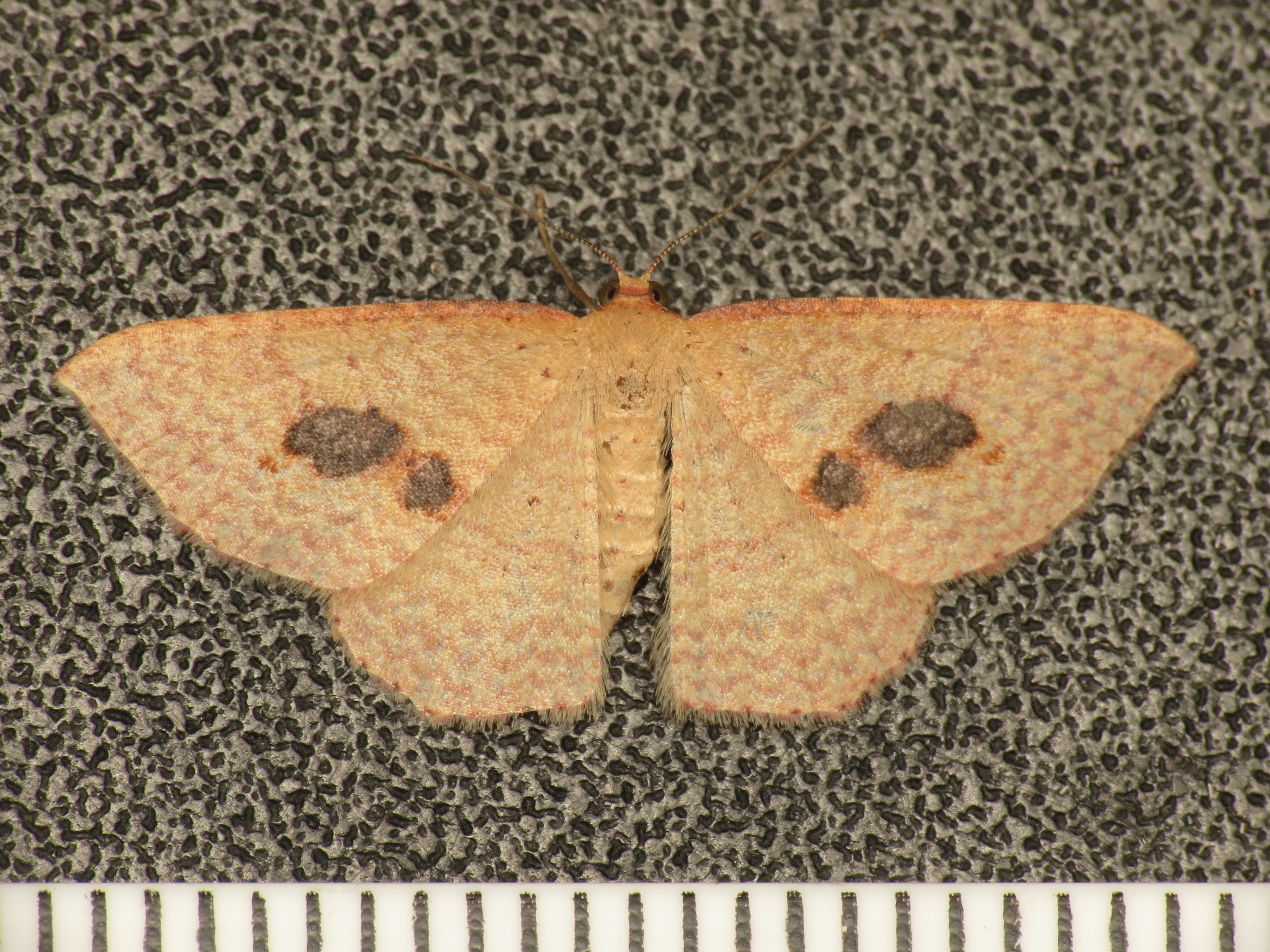
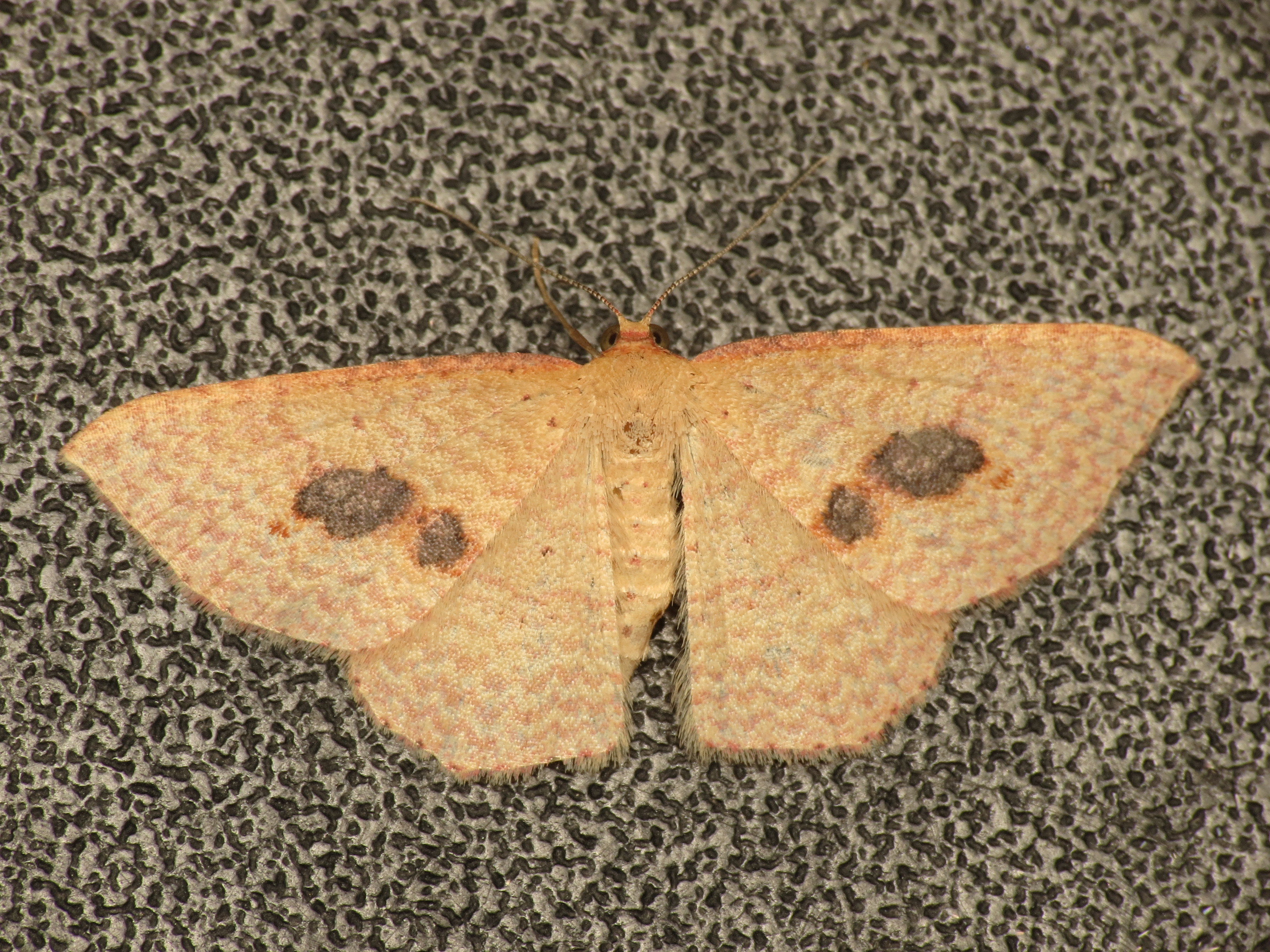
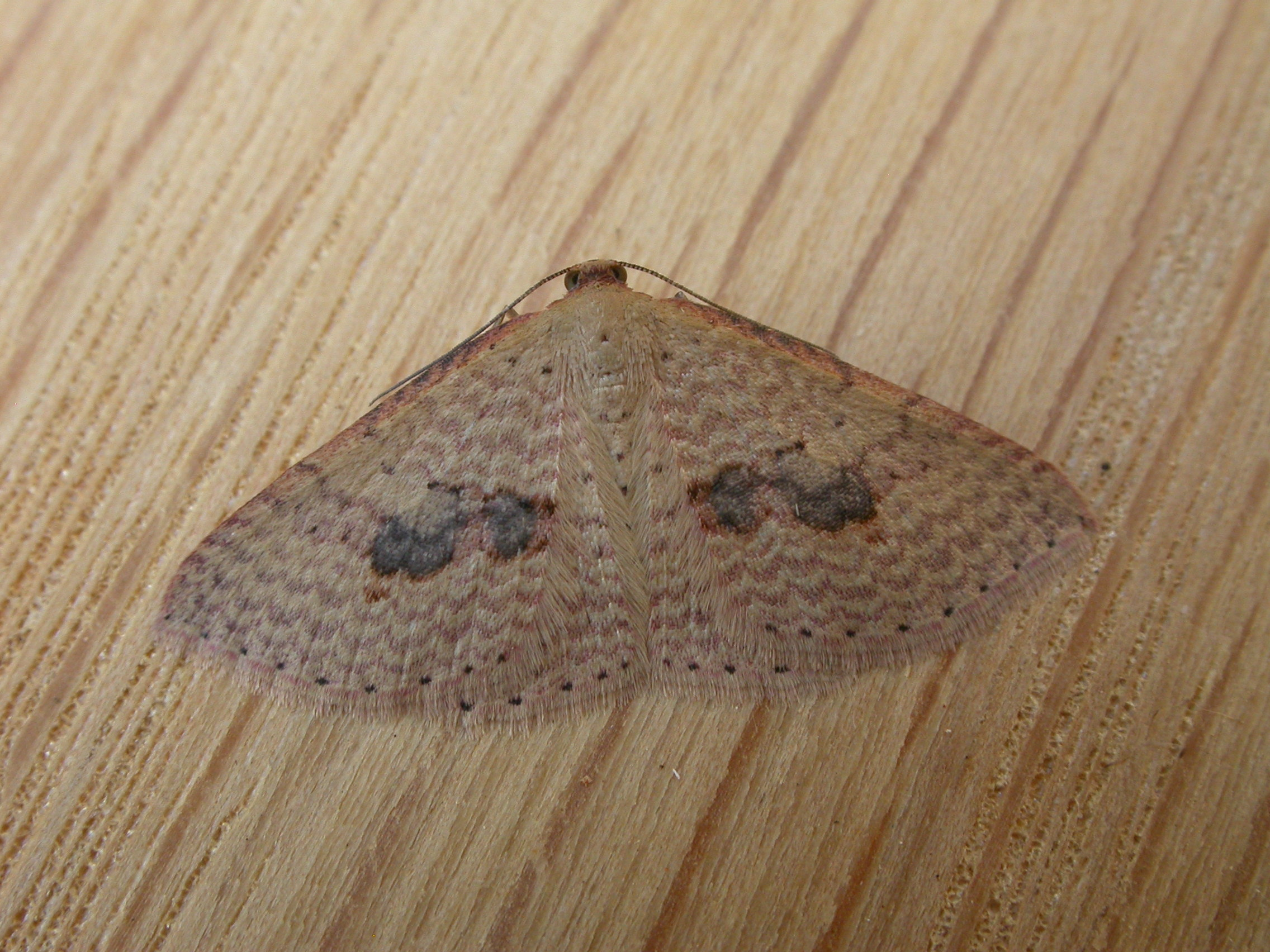
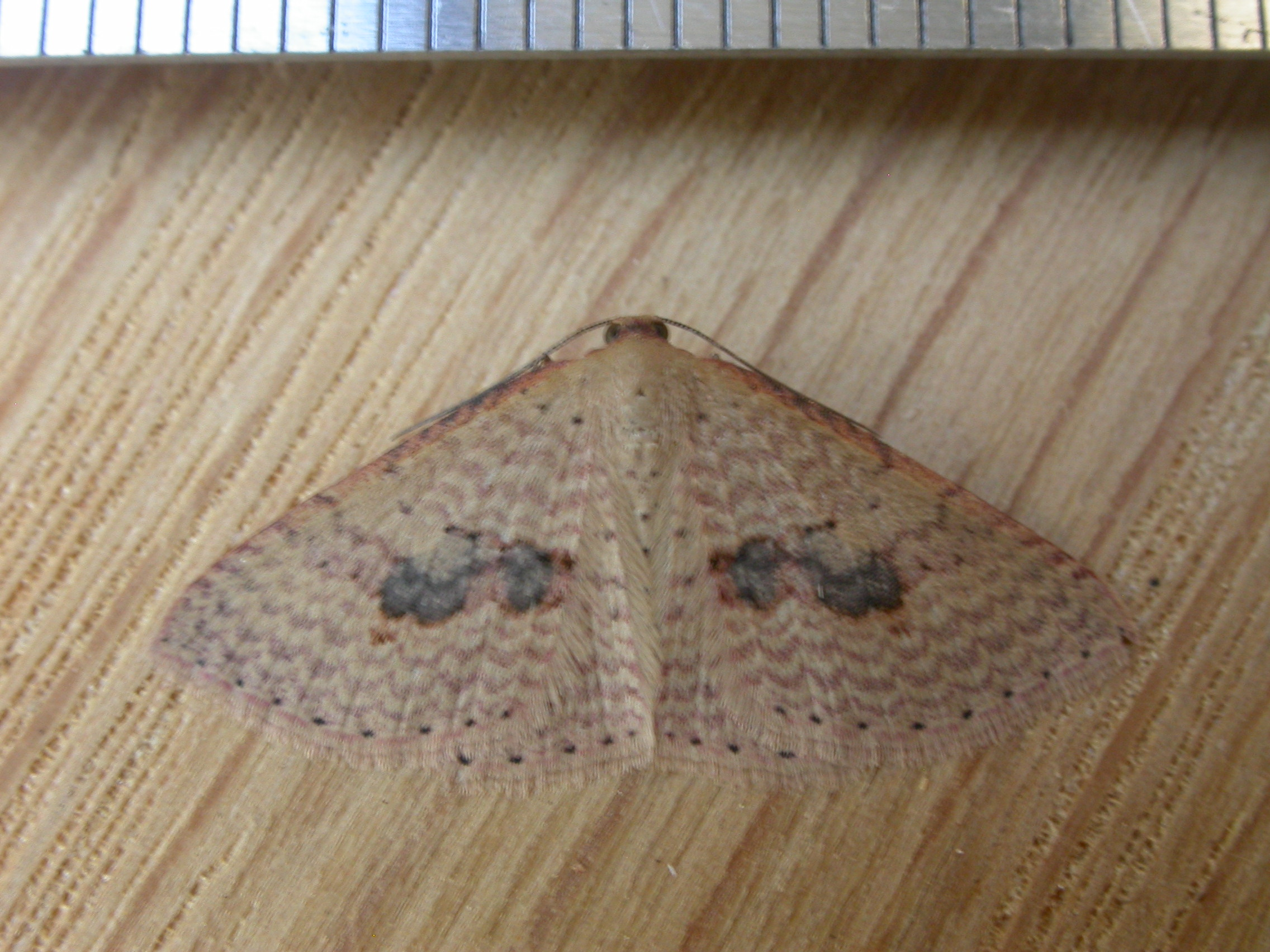